# Regio Verkehrsverbund Lörrach
Der Regio Verkehrsverbund Lörrach (RVL) ist ein Verkehrsverbund im baden-württembergischen Landkreis Lörrach. Es handelt sich dabei um einen sogenannten Unternehmensverbund der örtlichen Verkehrsunternehmen (in der Rechtsform einer GmbH), er besteht aus insgesamt acht verschiedenen Unternehmen. Im Gegensatz zu den sogenannten Mischverbünden bzw. Aufgabenträgerverbünden sind die Aufgabenträger des Öffentlichen Personennahverkehrs (z. B. Landkreis, Bundesland) am RVL nur indirekt über den politisch geprägten Aufsichtsrat des RVL beteiligt (zu diesem Aufsichtsrat gehören der Landrat des Landkreises, ein weiterer Vertreter des Landkreises, 13 weitere Kommunalpolitiker, 4 Vertreter der im Verbundgebiet tätigen Verkehrsunternehmen und ein Vertreter des Landesverkehrsministeriums, jedoch nur mit Beobachterstatus).
Die Gesellschaft wurde 1995 gegründet, um dort für einen einheitlichen ÖPNV-Tarif zu sorgen, das Verbundgebiet umfasst den Landkreis Lörrach mit 807 km² und 221.00 Einwohnern. 2012 wurden im Verbund 24 Mio. Fahrgäste transportiert.
Das Gebiet des Verkehrsverbundes grenzt an die Länder Schweiz (Tarifverbund Nordwestschweiz) und Frankreich, sowie an die Verkehrsverbünde RVF und WTV. Es existieren Übergangstarife in alle drei benachbarten Verkehrsverbünde, seit dem 15. Dezember 2024 gibt es auch eine Linienführung nach Frankreich (Linie 220 zum Euro-Airport über St. Louis).
Der RVL ist auch Teilnehmer des Programms KONUS. KONUS steht für die KOstenlose NUtzung des öffentlichen Nahverkehrs für übernachtende Schwarzwaldurlauber. Mit der Konus-Gästekarte können die Schwarzwald-Urlauber ihr Ausflugsziel, den Startpunkt für die Wanderung oder die Skitour usw. gratis ansteuern. Finanziert wird diese Gästekarte über eine pauschale Abgabe von 30 Cent pro Übernachtung.

## Gesellschafter (Verkehrsbetriebe) und deren Anteile am RVL
|    | Verkehrsunternehmen                | Unternehmenssitz            | Anteil an der GmbH |
| -- | ---------------------------------- | --------------------------- | ------------------ |
| 1. | Südwestdeutsche Verkehrs AG (SWEG) | Lahr/Schwarzwald            | 32 %               |
| 2. | Südbadenbus GmbH (SBG)             | Freiburg im Breisgau        | 32 %               |
| 3. | DB Regio AG                        | Frankfurt am Main           | 22 %               |
| 4. | SBB GmbH                           | Konstanz                    | 10 %               |
| 5. | Will, Markgräfler Reisen           | Müllheim im Markgräflerland | 1 %                |
| 6. | Deiss-Reisen                       | Wehr (Baden)                | 1 %                |
| 7. | Gersbacher GmbH                    | Häg-Ehrsberg                | 1 %                |
| 8. | Heizmann-Reisen                    | Zell im Wiesental           | 1 %                |

## Städte und Gemeinden im RVL (Auswahl)
- Grenzach-Wyhlen
- Lörrach
- Rheinfelden (Baden)
- Schopfheim
- Weil am Rhein